# زاك ديوسي
زاكاري روبرت ديوسي (من مواليد 25 مايو 1984) هو لاعب كرة قدم أمريكي سابق في الدوري الوطني لكرة القدم (NFL). لعب كرة القدم الجامعية في جامعة براون، وهو نجل لاعب خط الوسط السابق في اتحاد كرة القدم الأميركي ستيف ديوسي . يتميزان بكونهما الثنائي الأب والابن الوحيد الذي يفوز بسوبر باولز بنفس الامتياز.

## روابط خارجية
- براون بيرز بيو